# Lacawa
Lacawa (Lakawa) ist ein osttimoresischer Suco im Verwaltungsamt Luro (Gemeinde Lautém).

## Geographie

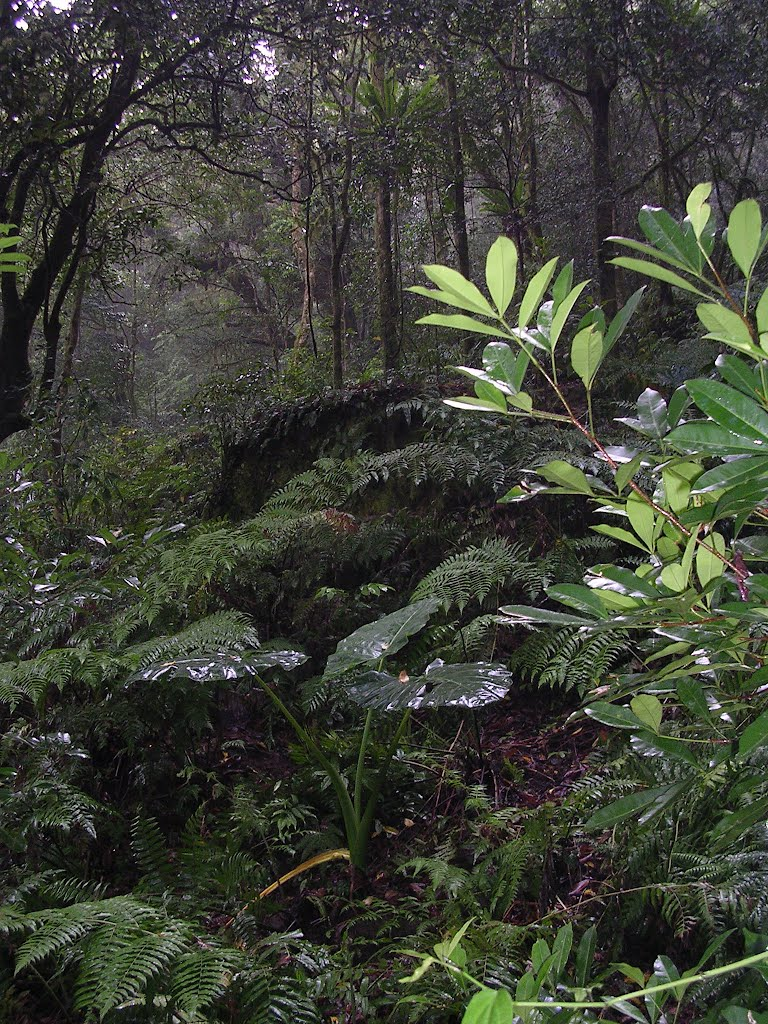
Tropischer Bergwald auf 1100 m Höhe am Legumau

Vor der Gebietsreform 2015 hatte Lacawa eine Fläche von 11,38 km². Nun sind es 18,00 km². Der Suco liegt im westlichen Zentrum des Verwaltungsamts Luro. Im Norden grenzt er an den Suco Wairoque, im Osten an Cotamutu, im Südosten trifft er auf Baricafa und im Westen liegt der Suco Afabubu. Von Süd nach Nord durchquert der Fluss Adafuro den Suco, bevor er nach Osten schwenkt und schließlich in den Roumoco mündet.
Im Osten liegt durch die Sucogrenze zerschnitten die Siedlung Bua Nomor, im Süden der Ort Sare Lari (Sarelari) und an der Westgrenze der Ort Uto. In Bua Nomor befinden sich ein medizinischer Posten und eine Grundschule. Auch Sate Lari und Uto haben eine Grundschule.
Im Südosten des Sucos liegt der Legumau (Legumaw, Apara). Er ist mit 1228 m (anderen Quellen nach 1221 m bzw. 1297 m) der höchste Berg der Gemeinde Lautém.
Die Grenzen des Sucos wurden zwischen 1999 und 2004 neu zugeschnitten. Damals kam der Westen Bua Nomors von Cotamutu zu Lacawa, Sare Lari wurde von Afabubu zu Lacawa geschlagen und auch der südliche Teil von Wairoque kam zu Lacawa. Dafür schob sich Cotamutu auf Kosten von Lacawa bis zum Fluss Adafuro.
In Lacawa befinden sich die drei Aldeias Borugae, Boruvali und Oneraba. Die drei Ortschaften dieses Namens befinden sich den Karten nach seit der Gebietsverschiebung allerdings im Suco Cotamutu.

## Einwohner
Im Suco leben 584 Einwohner (2022), davon sind 322 Männer und 262 Frauen. Im Suco gibt es 108 Haushalte. Fast 99 % der Einwohner geben Makasae als ihre Muttersprache an. Eine Minderheit spricht Sa’ane.

## Politik

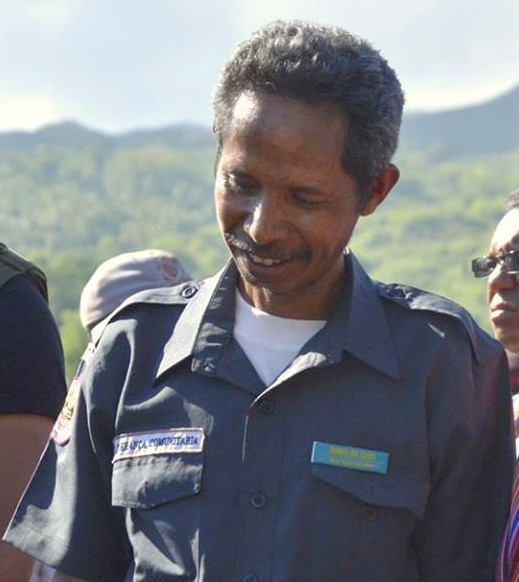
Tomas da Costa Branco (2016)

Bei den Wahlen von 2004/2005 wurde Tomas da Costa Branco zum Chefe de Suco gewählt und 2009 und 2016 in seinem Amt bestätigt.